# Adalbert Begas

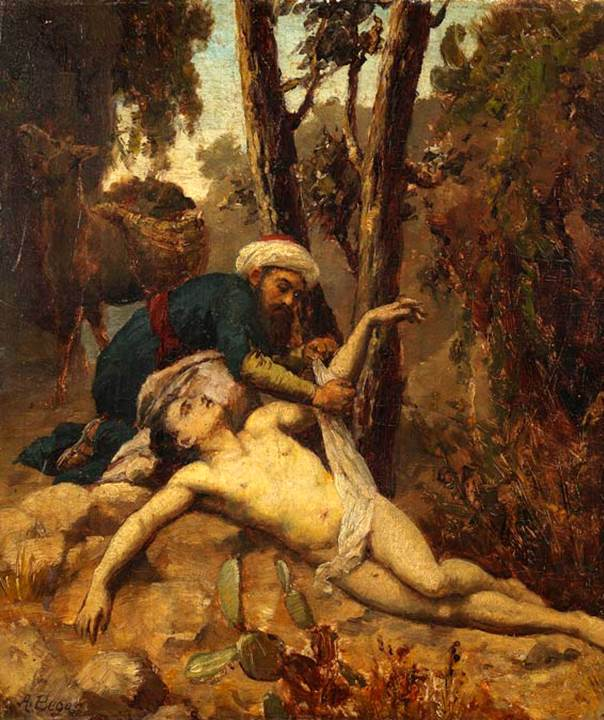
El Buen Samaritano (fecha desconocida).

Adalbert Franz Eugen Begas (8 de marzo de 1836, Berlín - 21 de enero de 1888, Nervi) fue un pintor alemán.

## Biografía
Era el tercer hijo varón del pintor Carl Joseph Begas. Debido a sus habilidades con el dibujo, su padre lo animó a convertirse en grabador y lo envió a estudiar a la Academia de las Artes de Prusia con el grabador en cobre y litógrafo Gustav Lüderitz. En 1849, fue a París a completar sus estudios. Sus encuentros con las obras de los antiguos maestros ahí le llevaron a la decisión de convertirse en pintor.
En 1862, siguió a su hermano, el escultor Reinhold Begas a la Escuela de Arte del Gran Ducado de Sajonia en Weimar, donde encontró trabajo en el estudio de Arnold Böcklin. Hizo un viaje de estudio a Italia en 1864, donde fue influenciado por las pinturas de Madonnas. A su retorno a Berlín, se ganó la vida principalmente como pintor de retratos, pero estaba más entusiasmado con la producción de escenas de género de ensueño y figuras femeninas idealizadas (a menudo alegóricas).
En 1877, se casó con la pintora de paisajes y arquitectura Luise von Parmentier. La pareja hizo frecuentes visitas a Italia (especialmente a Capri y Venecia), inspirándole para hacer escenas costumbristas más realistas y coloridas. Murió en uno de estos viajes por desorden pulmonar inespecífico.